# Chiesa cattolica in Madagascar
La Chiesa cattolica in Madagascar è parte della Chiesa cattolica universale in comunione con il vescovo di Roma, il papa.

## Storia
La Chiesa cattolica è presente in Madagascar fin dal XVI secolo, con alcuni tentativi di missione operati nel 1540 e con l'arrivo prima dei Domenicani (1580), e poi dei Gesuiti (1610). La missione cattolica subisce un primo brutale arresto con l'uccisione di tutti i missionari francesi nel 1674; in seguito, all'inizio del XIX secolo il cattolicesimo è bandito dall'isola. L'evangelizzazione riprende nella seconda metà del secolo, quando il cattolicesimo inizia ad organizzarsi, e tra il 1896 ed il 1898 nascono due vicariati apostolici, del Madagascar del Nord e del Madagascar del Sud. Nel 1925 si hanno le prime ordinazioni di sacerdoti locali: uno di questi diventerà il primo vescovo malgascio nel 1939.
Il 16 aprile 1947 il catechista Lucien Botovasoa fu ucciso in odio alla fede, in un clima di ostilità da parte dei capi locali.
Nel 1969 il Madagascar ebbe anche il suo primo cardinale: Jérôme Louis Rakotomalala. Nel 1989 papa Giovanni Paolo II ha compiuto la visita apostolica alla Chiesa cattolica del Madagascar. Nel 2019 anche papa Francesco ha compiuto la visita apostolica in Madagascar.

## Organizzazione ecclesiastica
La Chiesa cattolica è presente sul territorio con 5 sedi metropolitane e 17 diocesi suffraganee:
- l'arcidiocesi di Antananarivo, da cui dipendono le diocesi di: Antsirabé, Maintirano, Miarinarivo, Tsiroanomandidy;
- l'arcidiocesi di Antsiranana, da cui dipendono le diocesi di: Ambanja, Mahajanga, Port-Bergé;
- l'arcidiocesi di Fianarantsoa, da cui dipendono le diocesi di: Ambositra, Farafangana, Ihosy, Mananjary;
- l'arcidiocesi di Toamasina, da cui dipendono le diocesi di: Ambatondrazaka, Fenoarivo Atsinanana, Moramanga;
- l'arcidiocesi di Toliara, da cui dipendono le diocesi di: Morombe, Morondava, Tôlagnaro.

## Statistiche
Alla fine del 2004 la Chiesa cattolica in Madagascar contava:
- 317 parrocchie;
- 1134 preti;
- 3771 suore religiose;
- 3316 istituti scolastici;
- 349 istituti di beneficenza.

La popolazione cattolica ammontava a 4.582.644 cristiani, pari al 23,59% della popolazione.

## Nunziatura apostolica
La delegazione apostolica dell'Isola di Madagascar è stata istituita il 3 maggio 1960 con il breve Quemadmodum Apostolici di papa Giovanni XXIII: essa aveva giurisdizione anche sulle isole Comore e Riunione. La nunziatura apostolica è stata eretta il 9 gennaio 1967 con il breve Publicas officiorum di papa Paolo VI. Il nunzio risiede nella capitale del Paese, Antananarivo.
Il nunzio apostolico è anche nunzio a Mauritius e nelle Seychelles e delegato apostolico nelle Comore; svolge anche le funzioni di delegato apostolico nell'isola francese di Riunione.

### Delegato apostolico
- Felice Pirozzi, arcivescovo titolare di Graziana (23 settembre 1960 - 10 maggio 1967 nominato nunzio apostolico in Venezuela)

### Pro-nunzi apostolici
- Paolo Mosconi, arcivescovo titolare di Leges (9 novembre 1967 - 1969 nominato officiale della curia romana)
- Michele Cecchini, arcivescovo titolare di Aquileia (26 febbraio 1969 - 18 giugno 1976 nominato pro-nunzio apostolico in Jugoslavia)
- Sergio Sebastiani, arcivescovo titolare di Cesarea di Mauritania (27 settembre 1976 - 8 gennaio 1985 nominato nunzio apostolico in Turchia)
- Agostino Marchetto, arcivescovo titolare di Astigi (31 agosto 1985 - 7 dicembre 1990 nominato pro-nunzio apostolico in Tanzania)
- Blasco Francisco Collaço, arcivescovo titolare di Ottava (28 febbraio 1991 - 13 aprile 1996 nominato nunzio apostolico in Bulgaria)

### Nunzi apostolici
- Adriano Bernardini, arcivescovo titolare di Faleri (15 giugno 1996 - 24 luglio 1999 nominato nunzio apostolico in Thailandia, Singapore e Cambogia e delegato apostolico in Brunei, Birmania, Malesia e Laos)
- Bruno Musarò, arcivescovo titolare di Abari (25 settembre 1999 - 10 febbraio 2004 nominato nunzio apostolico in Guatemala)
- Augustine Kasujja, arcivescovo titolare di Cesarea di Numidia (22 febbraio 2004 - 2 febbraio 2010 nominato nunzio apostolico in Nigeria)
- Eugene Martin Nugent, arcivescovo titolare di Domnach Sechnaill (13 febbraio 2010 - 10 gennaio 2015 nominato nunzio apostolico in Haiti)
- Paolo Rocco Gualtieri, arcivescovo titolare di Sagona (13 aprile  2015 - 6 agosto 2022 nominato nunzio apostolico in Perù)
- Tomasz Grysa, arcivescovo titolare di Rubicon, dal 27 settembre 2022

## Conferenza episcopale
Elenco dei presidenti della Conferenza episcopale del Madagascar:
- Arcivescovo Jérôme Rakotomalala (1965 - 1966)
- Arcivescovo Gilbert Ramanantoanina, S.I. (1966 - 1971)
- Arcivescovo Albert Joseph Tsiahoana (1971 - 1974)
- Cardinale Victor Razafimahatratra, S.I. (1974 - 1986)
- Arcivescovo Albert Joseph Tsiahoana (1986 - 1992)
- Vescovo Jean-Guy Rakodondravahatra, M.S. (1992 - 1996)
- Cardinale Armand Gaétan Razafindratandra (1996 - 2002)
- Arcivescovo Fulgence Rabeony, S.I. (2002 - 2006)
- Arcivescovo Fulgence Rabemahafaly (2006 - novembre 2012)
- Cardinale Désiré Tsarahazana (novembre 2012 - 11 novembre 2021)
- Vescovo Marie Fabien Raharilamboniaina, O.C.D., dall'11 novembre 2021

Elenco dei vicepresidenti della Conferenza episcopale del Madagascar:
- Arcivescovo Désiré Tsarahazana (2006 - 2012)
- Vescovo Marie Fabien Raharilamboniaina, O.C.D. (2012 - 11 novembre 2021)
- Arcivescovo Fulgence Rabemahafaly, dall'11 novembre 2021

Elenco dei segretari generali della Conferenza episcopale del Madagascar:
- Vescovo Jean Claude Randrianarisoa (2012 - 11 novembre 2021)
- Vescovo Gabriel Randrianantenaina, dall'11 novembre 2021